# Baha Men
A Baha Men bahamai popegyüttes Nassauból. A együttes a Bahama-szigeteken alakult az 1970-es években, mint High Voltage.  Eredetileg ütőshangszeres csapatként játszottak Isaiah Taylor, Colyn "Mo" Grant és Nehemiah Hield személyében. Akkor ők ismertek voltak a hagyományos karibi junkanoo zenéről. Legismertebb daluk a 2000-es év nagy slágere a Who Let the Dogs Out? volt.

## Tagok
- Rik Carey
- Leroy Butler
- Dyson Knight
- Anthony Flowers
- Jeffery Chea
- Patrick Carey
- Colyn Grant
- Isaiah Taylor

Korábbi tagok
- Marvin Prosper
- Nehemiah Hield
- Olmerit Hield

## Diszkográfia
- Junkanoo (1992)
- Kalik (1994)
- Here We Go Again (1996)
- I Like What I Like (1997)
- Doong Spank (1998)
- Who Let the Dogs Out? (2000)
- 2 Zero 0-0 (2001)
- Move It Like This (2002)
- Holla! (2004)
- Ride with Me (2015)

## Fordítás
Ez a szócikk részben vagy egészben  a   Baha Men című angol Wikipédia-szócikk fordításán alapul.  Az eredeti cikk szerkesztőit annak laptörténete sorolja fel. Ez a jelzés csupán a megfogalmazás eredetét és a szerzői jogokat jelzi, nem szolgál a cikkben szereplő információk forrásmegjelöléseként.